# Wspólnota administracyjna Klingenberg
Wspólnota administracyjna Klingenberg (niem. Verwaltungsgemeinschaft Klingenberg) – wspólnota administracyjna w Niemczech, w kraju związkowym Saksonia, w powiecie Sächsische Schweiz-Osterzgebirge. Siedziba wspólnoty znajduje się w miejscowości Klingenberg.
Wspólnota powstała 1 stycznia 2000 jako wspólnota administracyjna Pretzschendorf. Do 29 lutego 2012 należała do okręgu administracyjnego Drezno. W związku z połączeniem miejscowości Pretzschendorf z miejscowością Höckendorf dnia 31 grudnia 2012 w gminę Klingenberg - zmieniono tym samym jej nazwę.
Wspólnota administracyjna zrzesza dwie gminy wiejskie (Gemeinde): 
- Hartmannsdorf-Reichenau
- Klingenberg